# Радостове
Радостове, або Радостів (також Радостув, біл. Радастава) — село в Білорусі, у Дорогичинському районі Берестейської області. Орган місцевого самоврядування — Радостівська сільська рада.

## Географія
Розташоване над Білозірським каналом, за 10 км від білорусько-українського кордону, за 40 км на південний захід від Дорогичина та за 121 км від Ковеля.

## Історія
Вперше згадується в XIV столітті як поселення Ратненського клину Холмської землі, що тоді входила до складу Польщі, тоді як Берестейщина та Волинь належали Великому князівству Литовському. У XVI столітті входило до складу Ратенського староства, до столових дібр королів Польщі. Тоді в селі мешкали кметі (слуги ратненського замку).
У часи входження до складу Російської імперії належало до Леликівської волості Ковельського повіту. У XIX столітті перебувало в скрабі Російської імперії. За переписом 1911 року в Радостовому налічувалося 3 звичайні крамниці, 1 горілчана крамниця та мешкало 1280 осіб.
У 1917—1919 роках у селі діяла українська початкова школа. У 1921 році село входило до складу гміни Леликове Каширського повіту Поліського воєводства Польської Республіки. Знову українська початкова школа в Радостовому діяла в 1944—1945 роках доки не була переведена у вересні 1945 року на білоруську мову, викладачем був І. Дехтерук.
До 1959 року входило до складу Дивинського району, після — до Дорогичинського.

## Населення
Село є центром тороканської говірки української мови.
За переписом 1911 року в Радостовому мешкало 1280 осіб.
Станом на 10 вересня 1921 року в селі налічувалося 203 будинки та 1149 мешканців, з них:
- 572 чоловіки та 577 жінок;
- 1128 православних, 2 римо-католики, 19 юдеїв;
- 957 українців, 6 «тутейших», 176 поляків, 10 євреїв.

За переписом населення Білорусі 2009 року чисельність населення села становило 1339 осіб.

## Культура
Пам'яткою дерев'яної архітектури села є Покровська церква.